# Поліморфізм конформації однониткової ДНК
Метод поліморфізму конформації однониткової ДНК або SSCP(Single strand conformation polymorphism) — це молекулярно-генетичний метод, що широко використовують для аналізу мутацій в певних нуклеотидних послідовностях людини, але також він застосовується для аналізу як окремих мікроорганізмів, так і бактеріальних асоціацій. 
Суть цього підходу полягає в ПЛР ампліфікації фрагментів (близько 400 п. о.) бактеріальної 16S рДНК з універсальними праймерами, один із яких фосфорильований на 5’-кінці. Фосфорильований ланцюг ПЛР продукту перетравлюється лямбда екзонуклеазою, а одноланцюгову ДНК, що лишилась, розділяють в поліакріламідних гелях, додаючи до буфера для нанесення проб формамід, який запобігає з’єднанню ланцюгів і утворенню гетеродуплексів. Під час електрофорезу в неденатуруючих умовах однониткова ДНК формує вторинні структури (конформації) відповідно до її нуклеотидної послідовності і фізичних та хімічних умов середовища (температури і іонної сили). 
Фрагменти різної конформації, але однакового розміру мають різну електрофоретичну рухливість і можуть розділятися в поліакріламідних гелях без денатуруючихградієнтів. Хоча можлива наявність кількох ліній для одного мікроорганізму, що має кілька різних рРНК оперонів, та близька електрофоретична рухливість ПЛР продуктів різних бактерій, цей підхід дозволяє розрізняти між собою до десятка різних штамів, а також виявляти окремі штами в штучно створених сумішах та аналізувати ризосферні асоціації різних рослин.